# Питон Византионски
Питон Византионски (грч. Πύθων ὁ Βυζάντιος) био је старогрчки државник и бивши Исократов ученик.
Изгледа да је 346. пре Христа учествовао у преговорима у Пели који су резултирали Филократовим миром. Питон је 343. п. н. е. представљао Филип II Македонског у Атини са понудом да се измени целокупни мировни уговор. Хегесип је приметио да се Питон ораторски придржавао упутстава својих учитеља у Атини (имплицирајући да је Исократ био присталица Македоније пошто је задржао одређени утицај на Питона).
На основу Демостеновог дела Против Аристократа, Питон повезан са Питоном из Ена који је убио одришког краља Котиса I. Међутим, мало је вероватно да се ради о истој особи.